# François-Joseph Heim

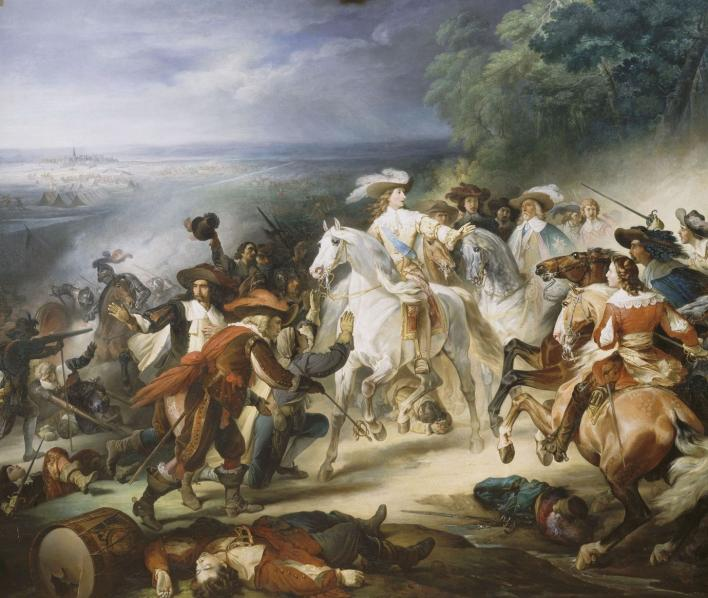
François-Joseph Heim: Die Schlacht von Rocroi, 1834

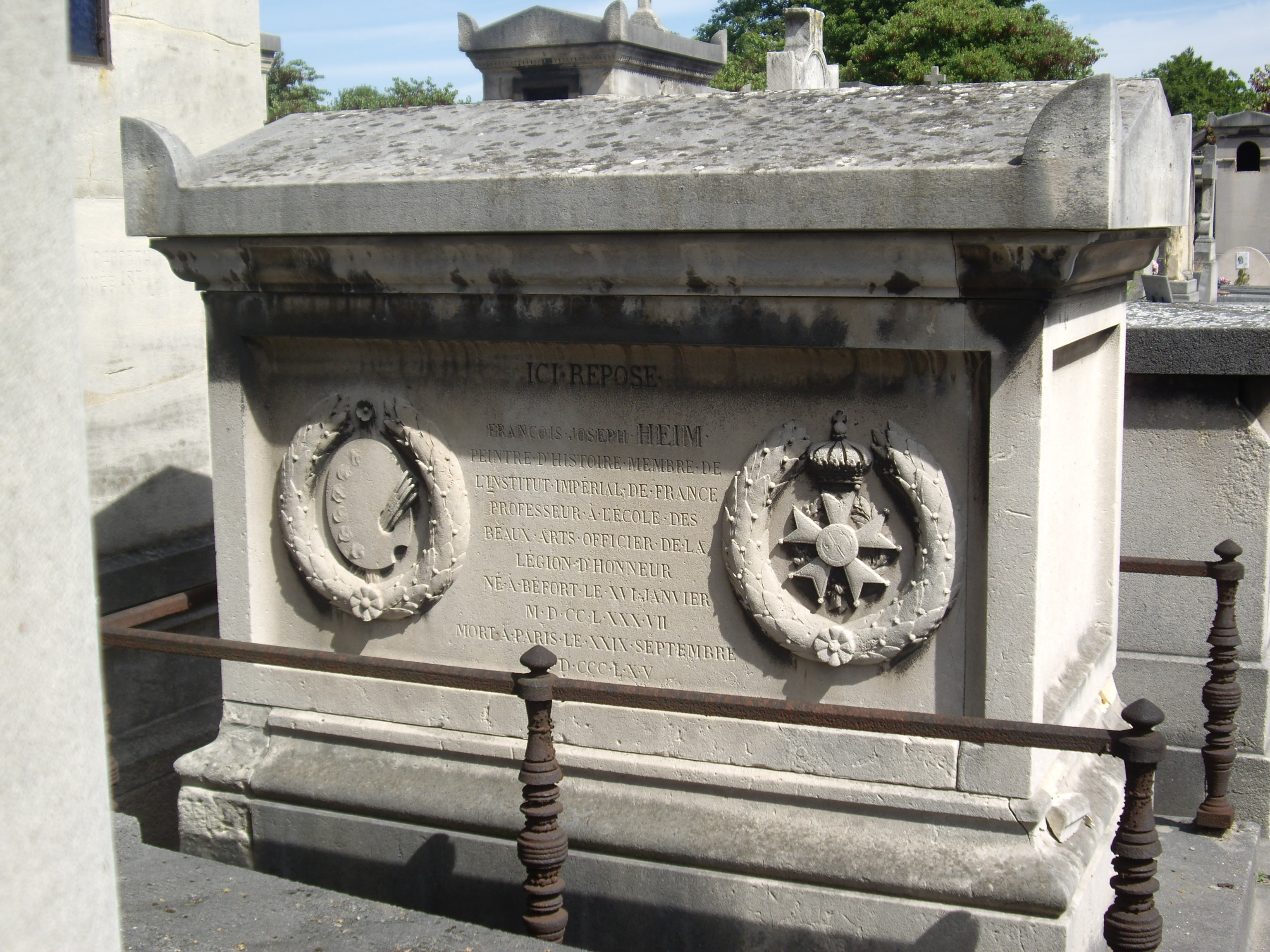
Grab von François-Joseph Heim auf dem Cimetière Montparnasse

François-Joseph Heim (* 16. Januar 1787 in Belfort; † 30. September 1865 in Paris) war ein französischer Maler.

## Leben
Heim wurde 1803 von seinem Vater, einem Zeichenlehrer, nach Paris geschickt, um im Atelier von François-André Vincent zu studieren. Im Alter von 20 Jahren gewann er den Prix de Rome und setzte anschließend seine Ausbildung unter der Leitung von Guillaume Lethière an der Académie de France à Rome fort. 
Bei seiner Rückkehr nach Paris erhielt er zahlreiche Auftragsarbeiten durch Louis XVIII. und Charles X. Im Jahr 1825 wurde ihm die Ehrenlegion verliehen, 1829 wählte man ihn zum Mitglied der Académie des Beaux-Arts. Seine Berufung zum Professor an der  École des beaux-arts erfolgte 1832.